# Lu Xiufu

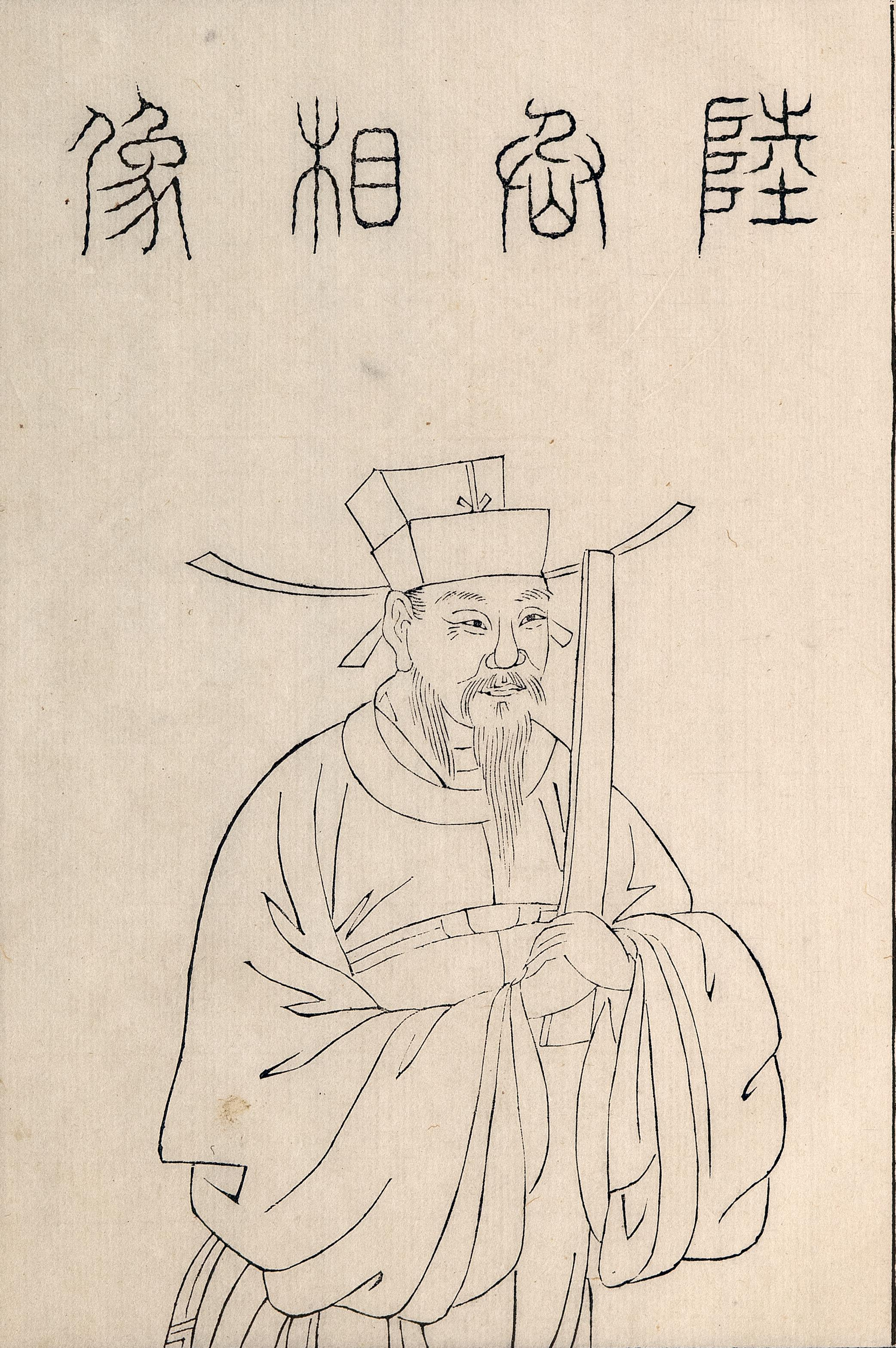
Lu Xiufu

Lù Xiùfū (1236-1279), ou Junshi (君实/君實), era um comandante militar dos últimos anos da Dinastia Sung, na China. Originário de Yancheng, foi considerado, juntamente com Wen Tianxiang e Zhang Shijie, um dos Três heróis da Dinastia Sung.